# Having Wonderful Time
Having Wonderful Time is een film uit 1938 onder regie van Alfred Santell. De film is gebaseerd op het gelijknamig toneelstuk van Arthur Kober. Destijds werd hij in Nederland uitgebracht onder de titel Geef liefde een kans.

## Verhaal
Teddy Shaw is een jongedame uit The Bronx die in Manhattan werkt als typiste voor een groot bedrijf. Ze is het drukke stadsleven meer dan zat en wordt door een vriendin aangeraden tijdens haar vakantie een kamp te bezoeken in de Catskill Mountains. Aangekomen bij Camp Kare-Free wordt haar een vakantie vol sportactiviteiten en veel frisse lucht beloofd. Ze is allesbehalve enthousiast en komt daarom bij anderen over als verwaand. Zelfs met haar kamergenoten Miriam, Fay en Henrietta weet ze geen goede band op te bouwen.
Al snel komt ze kelner Chick Kirkland te ontmoeten, een populaire jongeman waar meiden voor in de rij staan. Aanvankelijk zijn ze niet gecharmeerd van elkaar, maar op een feest leren ze elkaar steeds beter kennen. Al snel bloeit er een romance op en zoenen ze elkaar. Chick maakt zich zorgen dat hij haar geen toekomst vol zekerheid kan bieden, maar Teddy belooft hem dat ze hoe dan ook aan zijn zijde zal blijven staan. Echter, als hij de liefde met haar wil bedrijven, wordt ze boos en verlaat ze hem. Chick probeert zijn excuses aan te bieden, maar zij wil niets meer van hem weten en keert naar Buzzy Armbruster, een ware vrouwenverslindster.
Buzzy nodigt Teddy uit naar zijn hut, maar zij gaat niet in op zijn avances. Toch gaat ze met hem mee, in een poging om Chick jaloers te maken. Tijdens het spelen van backgammon valt ze daar in slaap op zijn tafel. De volgende ochtend, wordt al snel het nieuws verspreid dat Teddy haar nacht bij Buzzy heeft doorgebracht. Emil Beatty, Teddy's bewonderaar, is inmiddels naar het kamp gekomen om haar op te halen. Hij reageert, net zoals Chick, negatief verrast op het nieuws dat ze haar nacht met een jongen heeft doorgebracht. Voordat ze kan uitleggen hoe het werkelijk zat worden de mannen boos op elkaar. Teddy vertrekt, maar Chick rent achter haar aan en verklaart haar de liefde. Voordat ze elkaar zoenen, accepteert ze zijn huwelijksaanzoek.

## Rolbezetting
| Acteur                | Personage           |
| --------------------- | ------------------- |
| Ginger Rogers         | Thelma 'Teddy' Shaw |
| Douglas Fairbanks jr. | Chick Kirkland      |
| Lucille Ball          | Miriam 'Screwball'  |
| Lee Bowman            | Buzzy Armbruster    |
| Eve Arden             | Henrietta           |
| Peggy Conklin         | Fay Coleman         |
| Red Skelton           | Itchy Faulkner      |
| Dorothea Kent         | Maxine              |
| Donald Meek           | P.U. Rogers         |
| Jack Carson           | Emil Beatty         |
| Ann Miller            | Vivian              |

## Achtergrond
Het toneelstuk waar de film op is gebaseerd werd tussen 20 februari 1937 en 8 januari 1938 een totaal van 372 keer opgevoerd op Broadway, met Katherine Locke en Jules Garfield in de hoofdrollen. Arthur Kobber, de schrijver van het toneelstuk, leverde ook het script van de verfilming. De Hays Office gaf hem wel opdracht om enkele wijzigingen te brengen aan het script. Teddy's familie was van joodse afkomst, maar Kobber wijzigde dit in het script, omdat er wellicht sprake kon zijn van racistische stereotypes. Hierop werden ook de achternamen van de personages gewijzigd.
Toen de film in productie ging, diende het als een vehikel voor Ginger Rogers. Zij probeerde hiermee haar imago als zangeres en danseres te breken. De film werd gedraaid in de San Bernardino Mountains. Rogers beschreef het als een zeer positieve ervaring. In haar autobiografie schreef ze dat ze, gedurende de twee weken dat de film werd geschoten, kon genieten van de afwezigheid van de drukke stad. Volgens haar tegenspeler Douglas Fairbanks jr. kon Rogers overweg met alle castleden. Ze vertelde dat ze ook positief te spreken was over haar samenwerking met Fairbanks, al was ze teleurgesteld in hem toen hij later naar haar verwees als een koormeisje.
De film werd positief ontvangen, al waren critici het erover eens dat hij het toneelstuk geen recht deed.